# اسکربرو (ویرجینیای غربی)
اسکربرو(به انگلیسی: Scarbro) شهری در ایالت ویرجینیای غربی کشور ایالات متحده آمریکا است که جمعیت آن در سرشماری سال ۲۰۱۰ میلادی، ۴۸۶ نفر بوده‌است.